# Полтава (броненосець)
«Полта́ва» — ескадрений броненосець. Головний корабель серії з трьох броненосців, побудованих в кінці XIX сторіччя для Балтійського флоту. Корабель порт-артурської ескадри (1900—1904). З 1905 по 1916 рік перебував в складі японського імперського флоту під ім'ям «Танґо». В 1916 році викуплений Росією, перекласифікований в лінкор і отримав назву «Чесма».

## Історія проекту
Рішенням Морського міністерства Росії 20 травня 1882 року була прийнята 20-річна суднобудівна програма, в якій віддавалася перевага будівництву броненосоного флоту (всього планувалося побудувати 24 броненосці), однак надалі вона неодноразово переглядалася, зокрема в бік скорочення кількості броненосців на користь міноносних сил. Але в 1890 році було відновлене будівництво броненосців і броненосних крейсерів на Балтиці у зв'язку з швидким збільшенням німецького флоту.
У 1894—1895 роках в Новому адміралтействі (Санкт-Петербург) були спущені на воду три броненосці типу «Полтава»: «Полтава», «Севастополь» і «Петропавловськ». Прототипом для кораблів даного типу був броненосний корабель «Наварін» (1891), однак нові кораблі відрізнялися тим, що на них 12 152-мм гармат 8 розташовувалися не у верхньому казематі, а в чотирьох бортових двохгарматних баштах. Таким чином збільшувалася їх живучість і зростали кути обстрілу. Крім того, в порівнянні з попередниками, кораблі мали більший темп стрільби артилерії середнього калібру, кращі швидкісні і морехідні характеристики.

## Будівництво корабля
«Полтава» був закладений 7 травня 1892 року на верфі Нового адміралтейства в Санкт-Петербурзі в присутності імператора Олександра III, спадкоємця престолу цесаревича Миколи Олександровича та керуючого Морським відомством великого князя Олексія Олександровича. Фактично ж роботи на стапелі ропочалися ще в лютому. Будівництвом керували корабельні інженери М. І. Янковський та І. Є. Леонтьєв. Спуск на воду відбувся 25 жовтня 1894 року, проте ходові випробування розпочалися лише 3 вересня 1898 року, причому на кораблі все ще не була встановлена вся артилерія, крім гармат головного калібру. На ходових випробуваннях корабель розвинув максимальний хід в 16,5 вузлів, а середня швидкість склала 16,29 вузлів при потужності машин 11255 к.с.. Артилерійські випробування відбулися тільки в червні 1900 року перед відправкою корабля на Далекий Схід.

## Бойовий шлях

### Порт-артурська ескадра
Восени 1900 року «Полтава» здійснила міжтеатровий перехід на Далекий Схід, обстановка на якому всі загострювалася. В Порт-Артур корабель прибув 30 березня 1901 року і надалі брав участь у всіх маневрах і походах. У гонці броненосців Наґасакі — Порт-Артур з 30 вересня по 2 жовтня 1902 року, броненосець пройшов понад 600 миль без зупинок і поломок з середньою швидкістю 13—14 вузлів.
Російсько-японську війну корабель зустрів під командуванням капітана 1 рангу Івана Петровича Успенського, екіпаж нараховував 631 офіцерів і нижніх чинів. Перший бій корабель прийняв 26—27 січня 1904 року під час нічного нападу японських міноносців на рейд Порт-Артура. Броненосець не постраждав, хоча попадання в нього були.
У ніч на 14 березня паровий катер з «Полтави» метальною міною потопив один з японських брандерів.

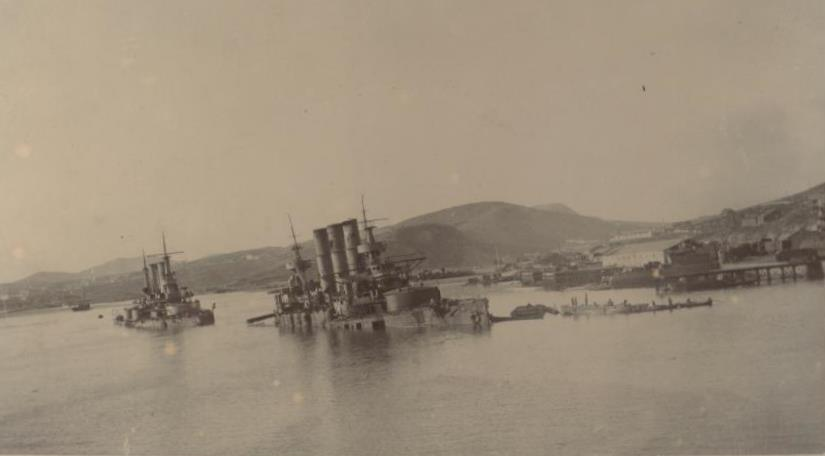
Напівзатоплені броненосці «Полтава» (зліва) і «Ретвізан». Порт-Артур, 4 січня 1905 року

Коли командування обороною ухвалило рішення посилити берегові батареї гарматами з кораблів, «Полтава» обладнала четирьохгарматну 152-мм батарею на Перепелиній горі. Вогневу підтримку військам надавали і гармати головного калібру броненосця: з стоянки в бухті Тахе «Полтава» обстрілювала батареї і кораблі противника. «Полтава» брала участь і в невдалих спробах прориву японської морської блокади 10 червня і 28 липня. Під час бою в Жовтому морі, броненосець «Полтава» відбиваючи атаки японської ескадри адмірала Деви, отримав декілька пробоїн і низку серйозних ушкоджень: на «Полтаві» було виведено з ладу п'ять 152-мм і вісім 47-мм гармат, загинуло 12 членів екіпажу .
Надалі «Полтава» використовувалася як плавуча батарея і обороняла ділянку від річки Лунхе до укріплення № 4. 7 серпня для відбиття чергового штурму з «Полтави» була відправлена на берег десантна рота — 197 матросів.
22 листопада 1904 року внаслідок попадання в лівий борт 280-мм снаряда на «Полтаві» виникла сильна пожежа і вибух полузарядів головного калібру, в результаті чого корабель сів на ґрунт, занурившись майже до верхньої палуби. Залишки екіпажу взяли участь в останніх боях за Порт-Артур на березі .

### У ВМС Японії

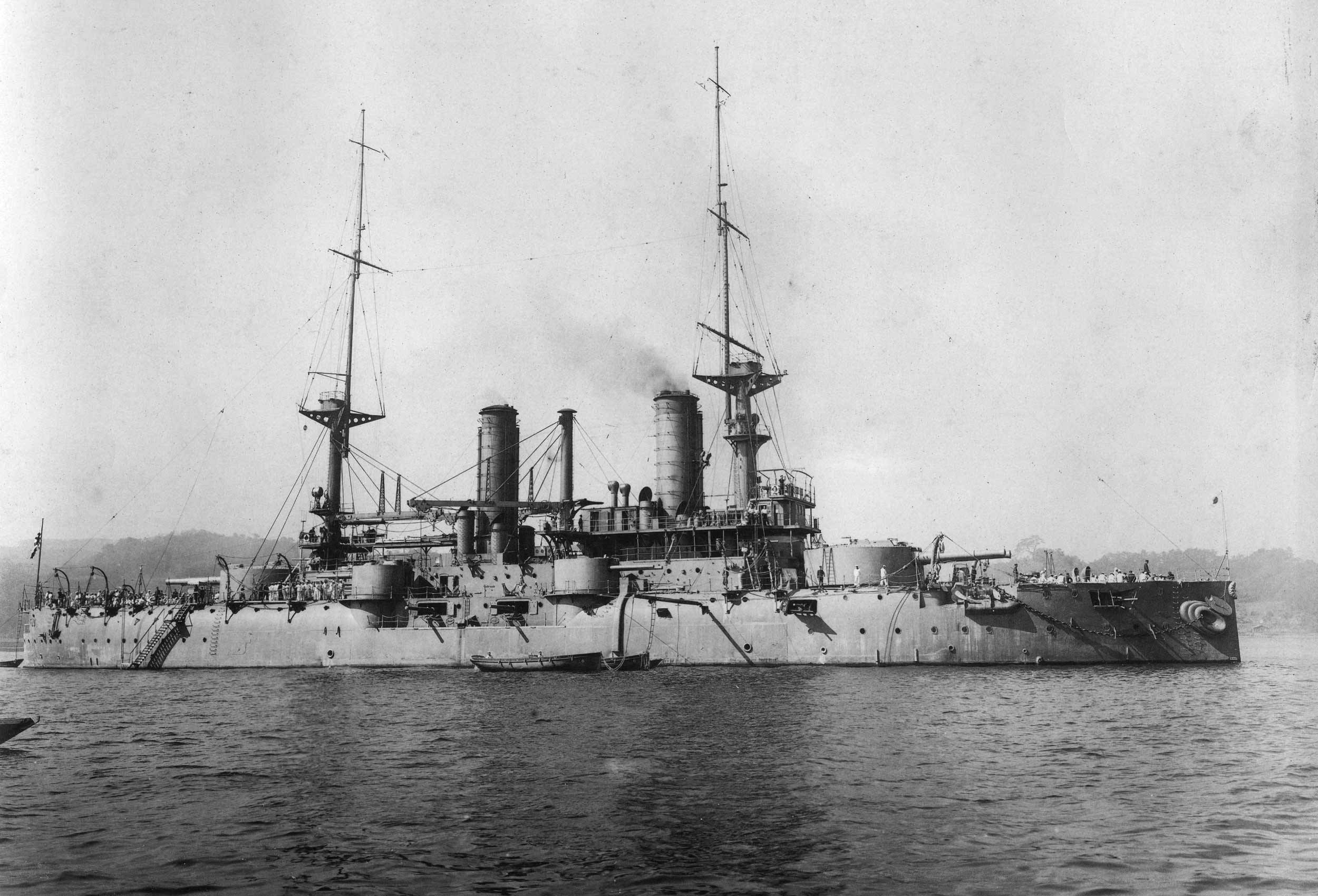
Лінкор «Танго» після ремонту. 1909 рік

8 липня 1905 року японці підняли «Полтаву» і 21 липня включили в склад флоту під назвою «Танґо». У 1907 році її відбуксирували на верф у Майдзуру, де корабель був відремонтований і модернізований: була капітально відремонтована головна енергетична установка, відремонтовані корпус і елементи надбудови, донно-забортна арматура і рангоут, модернізоване озброєння. 305-мм російські гармати головного калібру були замінені на англійські системи Армстронга. 305-мм і 152-мм гармати отримали оптичні приціли. З малокаліберної артилерії на кораблі залишилися лише чотири 47-мм гармати, усі інші замінені вісьма 75-мм гарматами. були зняті і надводні торпедні апарати.
Після модернізації «Танґо» увійшов до бойового складу флоту в 1909 році як броненосець берегової оборони 1 класу і виконував функції навчального корабля. Екіпаж був збільшений до 750 осіб.

### Лінкор «Чесма»
Після початку Першої світової війни російський уряд розпочав переговори з Японією щодо передачі кораблів-трофеїв. В 1916 році японці погодилися продати три колишні російські кораблі, які вже були виведені зі складу флоту «Танґо», «Сагамі» яп. 相模 (колишній «Пересвет») і «Сою» яп. 宗谷 (колишній «Варяг») за 15,5 млн рублів .
Кораблі прибули у Владивосток 21 березня 1916 року. Останні два отримали свої первинні назви і були класифіковані як крейсери, а «Танго» перейменували в «Чесма» і зарахували в клас лінійних кораблів: ім'я «Полтава» вже носив один з російських дредноутів. Екіпаж корабля був укомплектований моряками Чорноморського флоту, а командиром призначений капітан 1 рангу Василь Нілович Черкасов.

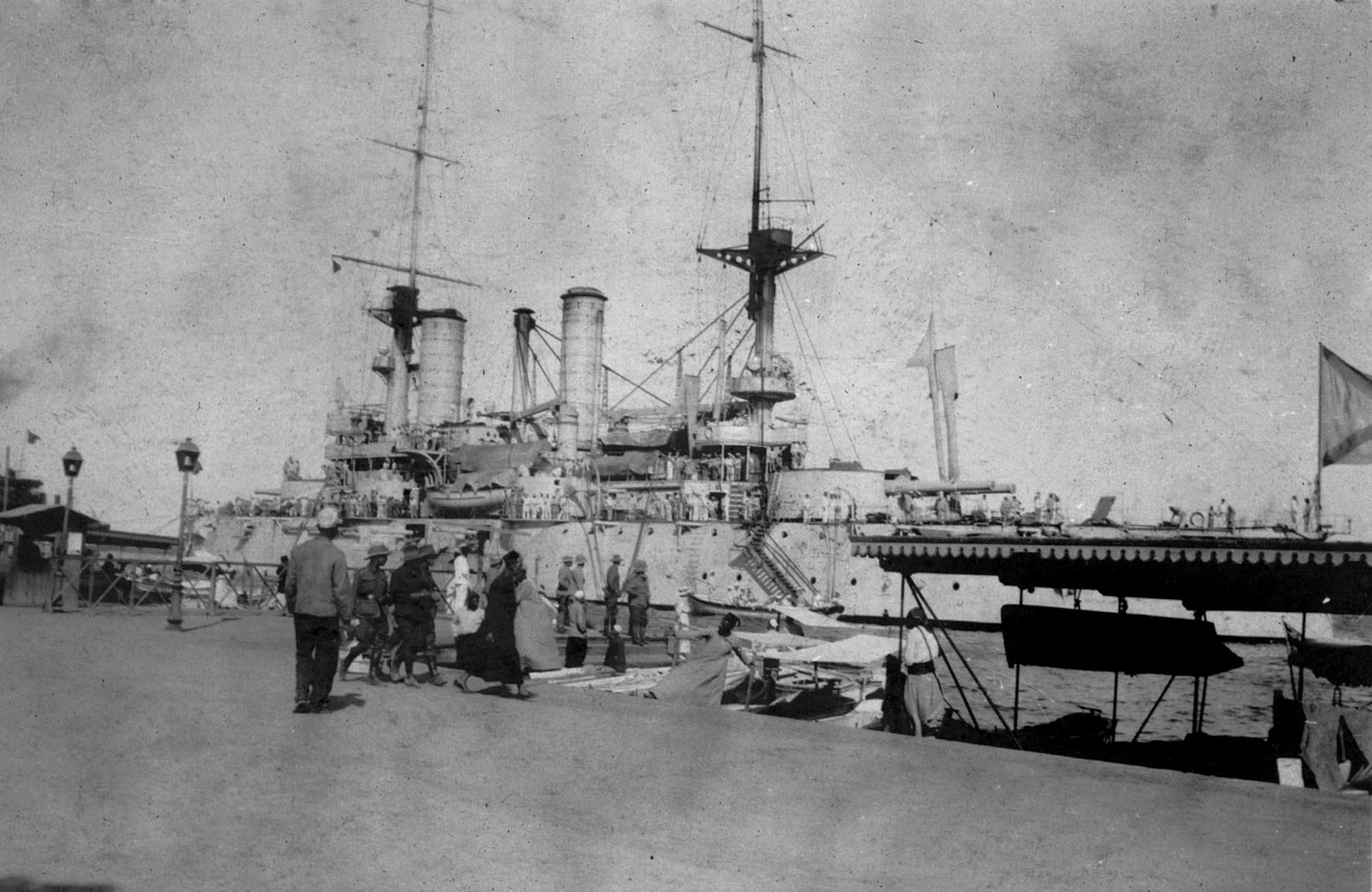
Лінкор «Чесма» в Александрії. 1916 рік

На «Чесмі» модернізовані пристрої заряджання головного калібру, баштові установки середнього калібру, 75-мм гармати замінені японськими 76-мм, встановлені відповідні часу прилади управління стрільбою і внутрішньокорабельного зв'язку. 30 травня корабель здійснив вихід в море для перевірки машин і артилерії.
Після ремонту і модернізації з трьох кораблів був сформований загін суден особливого призначення, який очолив контр-адмірал Бестужев-Рюмін розпочав міжтеатровий перехід. 19 червня «Чесма» розпочала перехід за маршрутом Владивосток —  Гонконг — Сінгапур — Сейшельські острови — Аден — Порт-Саїд — Александрія. У вересні корабель приєднався до середземноморського флоту Антанти, де брав участь у захопленні флоту Греції.
Після завершення операції «Чесма» отримала вказівку прямувати в Олександрівськ-на-Мурмані в склад флотилії Північного льодовитого океану — на прорив у Чорне море або на Балтику шансів не було.
3 січня 1917 року «Чесма» кинула якір в порту Олександрівськ і через 5 днів була зарахована до флотилію Північного Льодовитого океану. Надалі лінкор був частково роззброєний, в бойових діях участі не брав. 3 червня 1924 року зданий у Відділ фондового майна Архангельського порту для переробки на метал.